# Ebel (Uhrenmarke)

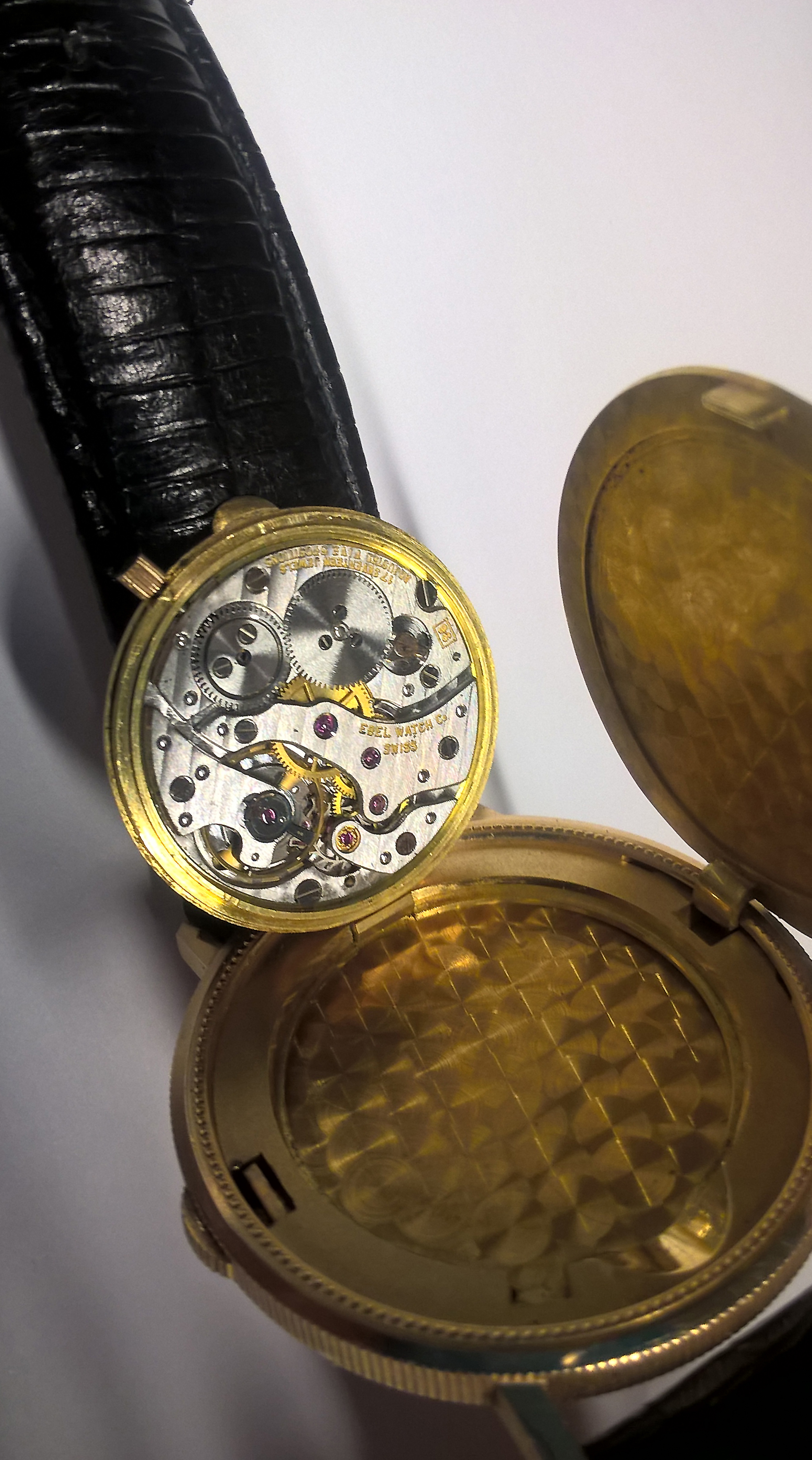
Ebel-Sprungdeckelarmbanduhr in Zwanzig-Dollar-Goldmünze von 1897 der USA

Ebel ist eine schweizerische Traditionsuhrenmarke, welche Produkte heute im mittleren und einst im höchsten Uhren-Preissegment der Spitzenklasse herstellte.

## Gründungsgeschichte
Der Markenname ist eine Wortschöpfung aus den Namen der Eheleute und Unternehmer Eugène Blum und Alice Lévy (Eugène Blum et Lévy), die das Unternehmen am 15. Juli 1911 in La Chaux-de-Fonds gründeten. Ebel gehört zu den neun Uhrenfirmen in jüdischem Familienbesitz in La Chaux-de-Fonds zwischen 1890 und 1914.
Eugène Blum war für die technische Seite der Markenentwicklung zuständig und Alice Levy zeichnete für die ästhetischen Aspekte verantwortlich.
Die Preisurkunde für eine patentierte Ringuhr aus dem Jahr 1914 zeigt die gesellschaftlichen Beschränkungen und die fehlende Anerkennung für Frauen zu dieser Zeit: Der Preis wurde ausgestellt für «Messieurs Blum & Cie, Fabrique Ebel La Chaux-de-Fonds» (Herren Blum & Co.).

## Weitergabe
Im Jahr 1929 übernahm Charles, der Sohn von Blum und Levy, die Leitung des Unternehmens. Er baute das Vertriebsnetz des Unternehmens aus, indem er es ins Ausland ausdehnte, einschliesslich in die Vereinigten Staaten. Unter der Leitung von Blums Enkel Pierre-Alain nahm das Unternehmen nach Anfang der 1970er Jahre einen deutlichen Aufschwung und produzierte Armbanduhren für Cartier.
In den 1980er Jahren hatte die nach dem Gründungsjahr benannte «Linie 1911» großen Erfolg.
Die Traditionsmarke wurde im Herbst 1999 vom französischen Luxusgüterkonzern LVMH und danach 2004 vom US-amerikanischen Konzern Movado (der 1881 auch als jüdische Firma in La Chaux-de-Fonds angefangen hatte) übernommen.

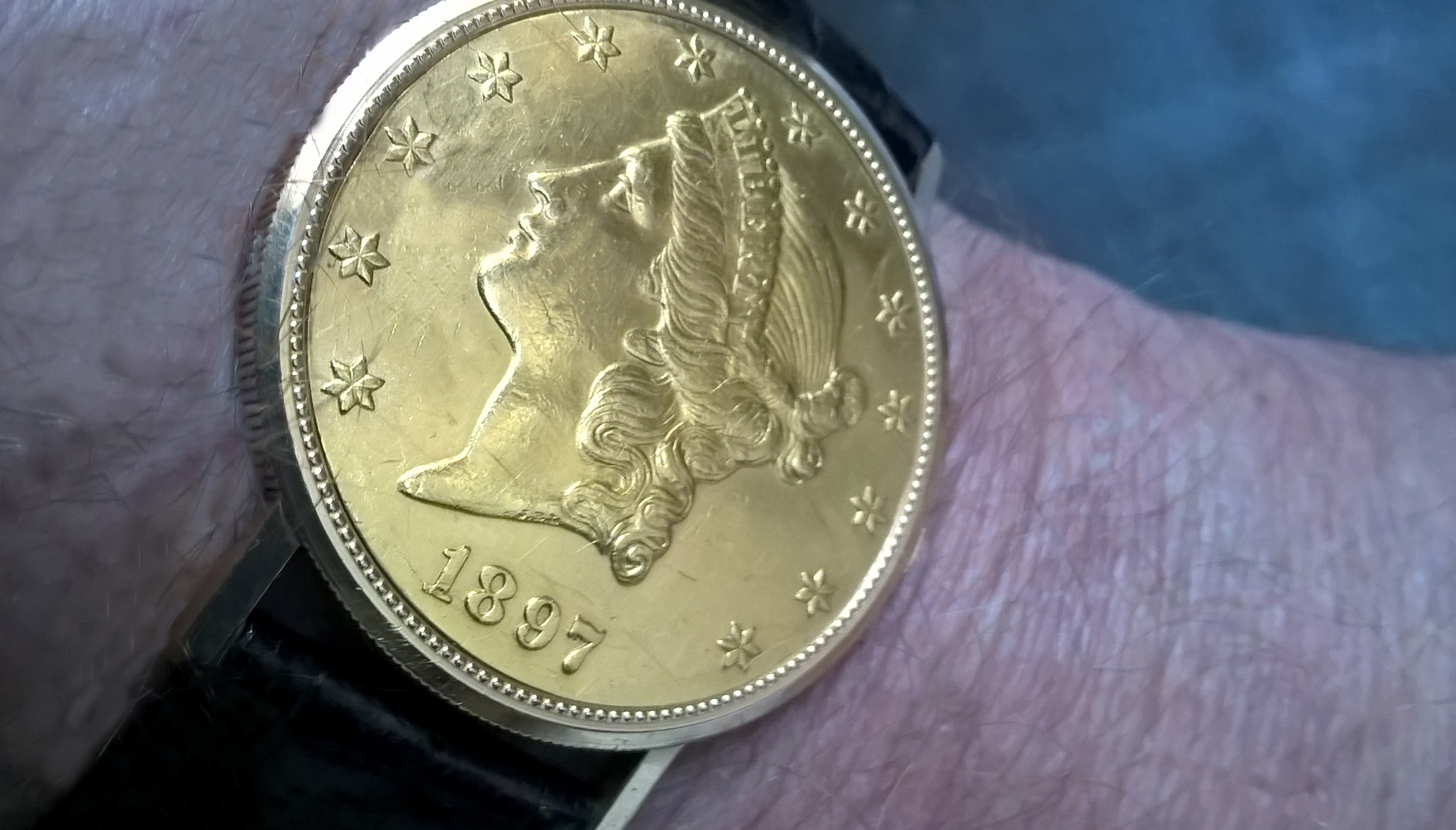
Meisterwerksarbeit – Ebel-Sprungdeckelarmbanduhr – in Zwanzig-Dollar-Goldmünze von 1897 der USA